# دریاچه نسکینپیلگین
دریاچه نسکینپیلگین (انگلیسی: Neskynpil'gyn Lagoon) یک دریاچه در ناحیه خودگردان چوکوتکای کشور روسیه است.